# Älvkarhed
Älvkarhed är en by i Ovanåkers kommun i Gävleborgs län, i landskapet Hälsingland. Byn ligger cirka sex kilometer sydväst om Alfta, vid sjön Grängen. Riksväg 50 löper genom samhället.
Älvkarhed är klassad som riksintresseområde för sin kulturmiljö, som är typisk för södra Hälsingland.